# Видянишкяй
Видянишкяй (лит. Videniškiai) — село в восточной части Литвы, административный центр Видянишкяйского староства Молетского района. По данным переписи населения 2018 года население Видянишкяй составляло 335 человек.

## География
Село расположено в западной части района на автодороге 115 Молетай — Укмерге. Расстояние до районного центра, города Молетай, составляет 10,5 км. К северу от села протекает река Сесартис.

## История
Бронзовая малоберцовая кость в форме подковы с красной эмалью была найдена во время археологических раскопок в центре села в 1999 году. Фибула датируется 4 веком нашей эры. Его уникальный дизайн рассматривался для герба деревни.
Согласно легендам Палемоновичей, деревня получила своё название от её основателя герцога Видаса (Хурда) Гинвилайтиса, внука герцога Гедрия и предка семьи Гедройцев. Деревня впервые упоминается в письменных источниках в 1367 году в мирном договоре князей Ольгерда и Кейстута с Ливонским орденом. Он гарантировал безопасный проезд купцов из Вильнюса в Ригу. Деревня упоминается в хронике Германа Вартбергского в 1373 и 1375 годах, когда на неё напали во время литовского крестового похода.
В 2018 году был принят герб Видянишкяя.

## Население
| 1862                                                                                                  | 1892 | 1905 | 1923 | 1959 | 1970 |
| --- | ---- | ---- | ---- | ---- | ---- |
| 239                                                                                                   | 187  | 312  | 284  | 282  | 271  |
| 1979                                                                                                  | 1983 | 1987 | 1989 | 2001 | 2011 |
| 316                                                                                                   | 322  | 361  | 403  | 415  | 368  |
| - * pagal enciklopedijos išleidimo metus. Metai, kurių duomenys pateikti enciklopedijoje, nenurodyti. |      |      |      |      |      |
| Гистограмма динамики населения                                                                        |      |      |      |      |      |

## Достопримечательности
- В селе расположен костёл Святого Лаврентия (1620)[2].